# Tupin-et-Semons
Tupin-et-Semons è un comune francese di 637 abitanti situato nel dipartimento del Rodano della regione Alvernia-Rodano-Alpi.

## Società

### Evoluzione demografica
Abitanti censiti